# はぐれそうな天使
「はぐれそうな天使」（はぐれそうなてんし）は、来生えつこ作詞、来生たかお作曲の楽曲。1985年に来生たかおの歌唱によるオリジナル・シングルが発売され、翌1986年に岡村孝子がカバーしたシングルが発売された。

## 来生たかおによる歌唱盤
- 来生たかおが歌唱した「はぐれそうな天使」は、18枚目のシングルとして1985年9月10日にキティレコードから発売された。
- 本田技研工業「トゥデイ」のCMソングに使用された。CMには今井美樹が出演している。
- 来生のコンサートでのトークによると、元々は楽曲提供だけの予定だったが、歌い手が決まらなかったため、自身で歌うこととなったという。

### 収録曲（来生盤）
- 全作詞：来生えつこ、作曲：来生たかお、編曲：武部聡志

1. はぐれそうな天使
2. 夢みる頃を過ぎても

### 楽曲の収録アルバム（来生盤）
- はぐれそうな天使
  - アルバム『ONLY YESTERDAY』（1985年、LP・カセット・CDとも）
  - CD-BOX『来生たかお作品集 Times Go By』（2001年）
  - アルバム『GOLDEN☆BEST 来生たかお ビジターズ』（2004年）
- 夢みる頃を過ぎても
  - アルバム『ONLY YESTERDAY』（1985年、CDのみ）

## 岡村孝子による歌唱盤
- 岡村孝子が歌唱した「はぐれそうな天使」は、通算3枚目のシングルとして、1986年3月20日にファンハウス（現・ソニー・ミュージックレーベルズ）から発売された。
- 岡村のソロ名義で発表された曲の中で唯一、岡村が作詞・作曲に関わっていない。
- 岡村の楽曲で唯一、船山基紀がアレンジを担当している。
- ヴォーカリストとして自信がついた曲、と後に岡村が語っている。
- 本田技研工業「トゥデイ」のCMソングに、来生のオリジナルに続いて採用された。
- CMには同じく今井美樹が出演していた。
- 全編フランス・ロケによるビデオソフト『Noël』（1986年12月20日）にミュージック・ビデオが収録されている。2006年12月13日にDVD化された。
- デビュー20周年記念ベスト・アルバム『DO MY BEST』、ソロ・デビュー20周年記念TV主題歌&CMソング集『TOY BOX』初回限定生産DVDに、それぞれミュージック・ビデオが収録された。
- コンサートツアー「OKAMURA TAKAKO CONCERT TOUR '03 "TEAR DROPS"」では「はぐれそうな天使」アコースティック・ヴァージョンが披露された。現在のところ、このヴァージョンは商品化されていない。
- カップリング曲の「ひとりぼっちの心を抱きしめて」は、ラジオの企画で作られた曲で、第三者と岡村のコラボレーションで作られた初めての作品[1]。
- アルバム『Andantino a tempo』には、リミックス・ヴァージョン（キーボードが大幅に異なる）が収録。このシングルに収録されているヴァージョンは、現在のところ他のアルバムで聴くことができない。

### 収録曲（岡村盤）
1. はぐれそうな天使 （4:06）
作詞：来生えつこ、作曲：来生たかお、編曲：船山基紀
2. ひとりぼっちの心を抱きしめて　（4:30）
作詞：中庭とし江、補作詞：岡村孝子、作曲：岡村孝子、編曲：田代修二

### 楽曲の収録アルバム（岡村盤）
- はぐれそうな天使
  - 私の中の微風　（2nd アルバム）
  - HISTOIRE
  - 岡村孝子ベスト SUPER BEST 2000
  - DO MY BEST
  - TOY BOX
  - T's BEST season 1
- はぐれそうな天使 (Remix)
  - After Tone
- ひとりぼっちの心を抱きしめて
※アルバム未収録
- ひとりぼっちの心を抱きしめて (アルバムバージョン)
  - Andantino a tempo

## その他のカバー
- 金月真美 - 藤崎詩織名義のアルバム『Memories』（1997年）に収録。
岡村のカバー・バージョンをさらにカバーしている。

## 備考
- 来生えつこの短編小説集『エピソード』（角川書店、1988年）に同名小説が収録されている。